# Gaetano Fichera
Gaetano Fichera (Acireale, 8 febbraio 1922 – Roma, 1º giugno 1996) è stato un matematico italiano.

## Biografia
Figlio di un docente di matematica delle scuole superiori, che gli aveva saputo infondere l'amore per la disciplina, dopo gli studi secondari e il primo biennio universitario svolto presso l'Università degli Studi di Catania (1937-39), dove era stato ammesso appena quindicenne, si trasferì a Roma, dove si laureò in matematica, con lode, a soli diciannove anni, con Mauro Picone. Libero docente in analisi matematica nel 1948, aveva vinto nel 1949 il concorso per la cattedra di analisi presso l'Università degli Studi di Trieste; da qui, nel 1956, si trasferì all'Università di Roma, succedendo al suo maestro, Mauro Picone, per ricoprirvi dapprima la cattedra di Analisi matematica e successivamente quella di "Analisi superiore", fino al 1992, quando andò fuori ruolo. Insegnò pure all'Istituto Nazionale di Alta Matematica (INDAM).
Gaetano Fichera iniziò la carriera di ricercatore presso l'Istituto Nazionale per le Applicazioni del Calcolo, istituto creato e diretto da Mauro Picone, del quale egli fu uno degli all'allievi prediletti. In quell'istituto si studiavano problemi presentati da terzi, appartenenti ai vari rami della scienza, soprattutto della fisica e dell'ingegneria. È naturale, pertanto, che la formazione scientifica di Fichera si sia sviluppata nei due filoni della matematica pura e di quella applicata. Questo secondo filone va inteso non solo come ricerca di metodi risolutivi, ma anche come indagine matematica volta alla creazione di modelli matematici e, quindi, di tipo fisico-matematico.
La produzione di interesse fisico matematico di Gaetano Fichera, a parte alcune ricerche attinenti alla biologia e all'elettrologia e talune considerazioni sul problema di Fourier sulla propagazione del calore, si sviluppa prevalentemente nella teoria dell'elastostatica lineare, con particolare riguardo alle questioni esistenziali, di unicità e di regolarità delle soluzioni. Particolare interesse presentano le ricerche relative al problema con "ambigue condizioni al contorno": si tratta di un'interessante e difficile questione posta da Antonio Signorini, che Fichera ha appunto ribattezzato, in onore del suo antico maestro, come "problema di Signorini" e che ha studiato dal punto di vista fisico-matematico e non da quello analitico. II problema è solo formalmente lineare, ma non sostanzialmente, in quanto sulla frontiera sussistono condizioni espresse da disuguaglianze, essendo incognita la parte di frontiera ove eventualmente si ha distacco dal vincolo da parte del solido con vincolo di appoggio unilaterale. Per questo problema, Fichera studia questioni esistenziali mediante un magistrale uso di disuguaglianze variazionali, campo di studi dei quali è considerato il "padre fondatore" insieme a Guido Stampacchia, quest'ultimo, peraltro, mosso da motivazioni di ricerca diverse, legate alla teoria del potenziale.
Sempre nel campo dell'elastostatica lineare, vanno ricordati i risultati attinenti al problema di de Saint Venant. Essi possono considerarsi come conclusivi nell'approccio di tipo energetico già attuato da vari autori, quali Zanaboni, Toupin e altri.
Neppure va dimenticato l'apporto del Fichera a questioni di storia della matematica, soprattutto nel campo dell'analisi matematica e della teoria dell'elasticità, con vari scritti su taluni matematici del '900, quali Luigi Fantappié, Pia Nalli, Mauro Picone, Francesco Giacomo Tricomi, Alexander Weinstein, Vito Volterra, Renato Caccioppoli, Bruno de Finetti, Maria Adelaide Sneider Ludovici, oltre a un pregevole studio su Archimede.
La sua produzione scientifica, ricca di 226 lavori e di 18 libri (fra trattati, corsi di lezioni e monografie), è rivolta a numerosi settori dell'analisi matematica e delle sue applicazioni: la teoria dell'elasticità e le disequazioni variazionali, le equazioni differenziali (ordinarie e alle derivate parziali), il calcolo delle variazioni, l'analisi funzionale, la teoria dell'approssimazione, la teoria del potenziale, la teoria della misura e dell'integrazione, la teoria delle funzioni di una o più variabili complesse, l'analisi numerica e, infine, la storia della matematica italiana del Novecento.
Gaetano Fichera divenne nel 1963 socio corrispondente dell'Accademia Nazionale dei Lincei e nel 1978 socio nazionale. L'Accademia Nazionale dei Lincei gli conferì nel 1976 il prestigioso Premio Feltrinelli per la Matematica. Fu inoltre socio dell'Accademia Nazionale delle Scienze detta dei XL, dell'Accademia delle Scienze di Torino e di numerose altre istituzioni (sia italiane sia straniere). È stato socio dell'Unione Matematica Italiana dal 1947 al 1991.
Egli è scomparso nel mese di giugno del 1996, quando era ancora in piena attività di studio e organizzativa. Soprattutto, negli ultimi tempi, fu il primo direttore della rivista scientifica dell'Accademia Nazionale dei Lincei "Rendiconti Lincei. Matematica e Applicazioni", cui aveva dato, a partire dal 1990, un notevole impulso migliorandone la qualità, i contenuti e la diffusione a livello internazionale.